# عبد الباقي درويش
عبد الباقي درويش (الفارسية: عبدالباقی درویش؛ 26 نيسان 1948 - 20 شباط 1986 م) كان طيارًا في القوات الجوية الإيرانية خدم أثناء الحرب الإيرانية العراقية.

## الحياة المبكرة
وُلِد عام 1948 م في نوشهر. بعد تخرجه من المدرسة، التحق بالكلية الجوية الإيرانية، ثم أُرسل إلى الولايات المتحدة عام 1969 م للتدريب المتقدم.

## الوفاة
في 20 فبراير/شباط 1986، أسقطت طائرة ميج-23 إم إل التابعة للطيران العراقي درويش أثناء تحليقه بطائرة إف-27-600 الإيرانية. قُتل جميع أفراد الطاقم والركاب البالغ عددهم 51 شخصًا. كانت الطائرة تقل وفدًا من المسؤولين العسكريين والحكوميين في مهمة. رُقّي بعد وفاته إلى رتبة لواء.

## طالع أيضًا
- حرب إيران والعراق